# Saint-Blaise-du-Buis
Saint-Blaise-du-Buis là một xã của tỉnh Isère, thuộc vùng Rhône-Alpes, đông nam nước Pháp.